# 福姆雷
福姆雷（法語：Fomerey，法語發音：[fɔmʁɛ] ⓘ）是法国大东部大区孚日省的一个市镇，位于该省中部，省会埃皮纳勒市区西北大约9公里，属于埃皮纳勒区和埃皮纳勒城市圈公共社区。

## 地理
福姆雷（48°13'14"N, 6°20'21"E）面积5.03 平方千米，位于法国大東部大區孚日省，该省份为法国东北部内陆省份，北起默兹省和默尔特-摩泽尔省，西接上马恩省，南至上索恩省和贝尔福地区省，东临上莱茵省和下莱茵省。
与福姆雷接壤的市镇（或旧市镇、城区）包括：日涅、于克瑟涅、博克涅、达尔尼约勒、阿维耶尔河畔多梅夫尔。
福姆雷的时区为UTC+01:00、UTC+02:00（夏令时）。

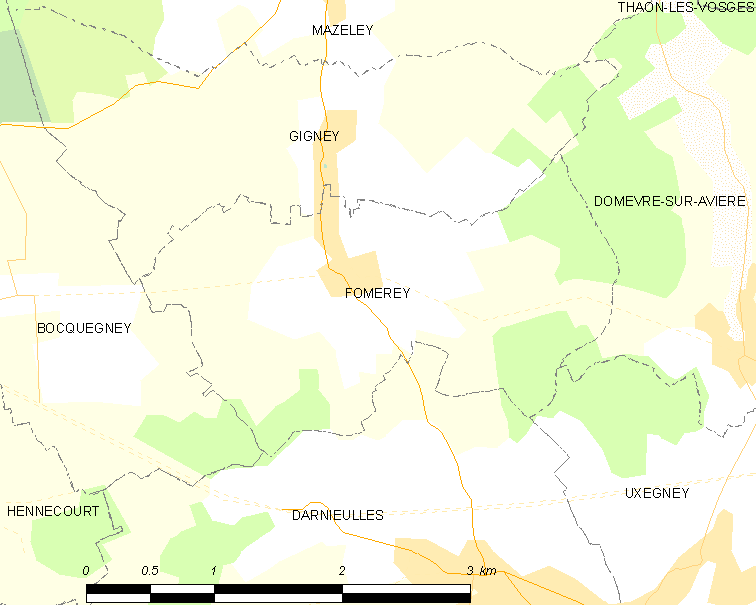
福姆雷的OSM定位图

## 行政
福姆雷的邮政编码为88390，INSEE市镇编码为88174。

## 政治
福姆雷所属的省级选区为戈尔贝县。

## 人口

1962-2008年间福姆雷人口变化图示

福姆雷于2022年1月1日时的人口数量为141人。